# Euphyllia ancora
Euphyllia ancora · Corail-flambeau
Espèce
Statut de conservation UICN

 VU A4cd : Vulnérable
Statut CITES
Euphyllia ancora, communément nommé Corail à croissants,, est une espèce de corail dur de la famille des Euphylliidae.
Le Corail à croissants est présent dans les eaux tropicales de la zone Indo-Ouest Pacifique soit des Maldives aux îles Salomon avec une prédominance en Indonésie,.
Ce type de madrépore colonial est aisément reconnaissable à ses tentacules tubulaires enflés dont la terminaison est en forme de "T". Les colonies peuvent couvrir si elles sont dominantes plusieurs mètres carrés.
Ces coraux ont la particularité de changer de sexe régulièrement. Ainsi, quatre à cinq mois après leur ponte, les femelles deviennent mâles ; et après avoir libéré leur sperme après trois mois, ils redeviennent femelles. Ce phénomène a été observé à Taïwan.